# الامو اسکوار (سان‌فرانسیسکو)
الامو اسکوار، سان فرانسیسکو (به انگلیسی: Alamo Square, San Francisco) یک منطقهٔ مسکونی در ایالات متحده آمریکا است که در کالیفرنیا واقع شده‌است.

## خصوصیات
الامو اسکوار ۵٬۶۱۷ نفر جمعیت دارد.